# Lantingji Xu
El Lantingji Xu (chino simplificado: 兰亭集序; chino tradicional: 蘭亭集序; pinyin: Lántíngjí Xù; literalmente: «Prefacio a los poemas compuestos en el Pabellón de las orquídeas») o Lanting Xu, es una obra de caligrafía china considerada generalmente por ser escrito por el conocido calígrafo Wang Xizhi (303-361) de la dinastía Jin del Este (317 - 420). 
En el noveno año del emperador Yonghe (353), se celebró una ceremonia de purificación de primavera en Lanting, Prefectura de Kuaiji (hoy Shaoxing, Provincia de Zhejiang), donde Wang había sido nombrado gobernador en ese momento. Durante el evento, cuarenta y dos literatos se reunieron a lo largo de las orillas de un arroyo y se dedicaron a un concurso de bebidas: las copas de vino descendían del río arriba, y cada vez que una taza se detenía frente a un invitado, tenía que componer un poema, o de lo contrario beber el vino. Al final del día, veintiséis literatos compusieron treinta y siete poemas en total y el Lantingji Xu, como un prefacio a la colección fue producido por Wang en el acto. El prefacio original se perdió hace mucho, pero hasta hoy se conservan múltiples copias con tinta en papeles o inscripciones en piedra.

## Formato y contenido
El Lantingji Xu fue escrito en el estilo corriente (o semi-cursivo) sobre un papel de capullo con un cepillo de bigote de comadreja. Consta de trescientos veinticuatro caracteres en veintiocho columnas. El modelo del "Lantingji Xu" se celebraba a menudo como el punto culminante del estilo corriente en la historia de la caligrafía china. El trabajo de improvisación demostró la extraordinaria habilidad caligráfica de Wang con los trazos elegantes y fluidos en un espíritu coherente a lo largo de todo el prefacio. El personaje Zhi ("之") también apareció veinte veces, pero nunca se repitió que fuera el mismo.
No únicamente la forma estética del manuscrito es muy apreciada, sino también los sentimientos trascendentes expresados en el prefacio sobre la vida y la muerte es un clásico atemporal. El prefacio comienza con una deliciosa descripción del entorno agradable y de la alegre ceremonia, pero continúa revelando sentimientos melancólicos sobre cómo los placeres transitorios traídos por el vasto universo pronto se convertirían en retrospección. Wang creía que la misma emoción sería compartida por los ancestros y sus futuras generaciones, aunque el mundo y las circunstancias serían diferentes. Los estudiosos, de Wang, se refieren a su ideología expresada en el prefacio como una fusión del confucianismo, budismo] y taoísmo.

## Original y copias del Lantingji Xu
El original del Lantingji Xu recibió instrucciones de que Wang lo completara en estado de insobriedad. Wang intentó reescribir el prefacio, pero no logró crear la misma belleza sublime que la primera vez. Cuando llegó el reinado del segundo emperador de la dinastía Tang (618 - 907), el emperador Li Shimin (598?-649) era un admirador de la caligrafía de Wang y había reunido aproximadamente dos mil piezas de las obras de Wang. Su rastreo del original Lantingji Xu se convirtió en una anécdota ampliamente difundida: el oficial superior del emperador, Xiao Yi, recibió el encargo de adquirir el original de Bian Cai, un monje que heredó el Lantingji Xu de Wang. Del monje Zhi Yong, el séptimo nieto de Wang. Xiao logró ganarse la confianza del monje y logró sacar adelante el trabajo original.(Figura 1) El emperador, muy contento, solicitó en breve a varios funcionarios de la corte y calígrafos que copiaran el Lantingji Xu y, tras la muerte de Taizong, se dijo que el original estaba enterrado en su mausoleo en la provincia de Shaanxi.
Entre las copias existentes del prefacio, se atribuyeron algunas imitaciones sobresalientes a Feng Chengsu (617 - 672), Ouyang Xun (557 - 641), Yu Shinan (558 - 638) y Chu Suiliang (596 - 659) de la dinastía Tang. La versión de Feng, también llamada versión Shenlong (Figura 2), fue considerada como la más cercana a la original. Feng, como copista real,  dominó la técnica de trazado de caligrafía que se llamó Xiang Tuo. El método requiere que el copista se quede en una habitación oscura y pegue la obra de arte contra una ventana donde la luz del sol puede brillar a través del papel para exponer cada detalle de los personajes; luego se adjunta otro papel vacío a la pieza original para trazar meticulosamente el contorno de cada trazo antes de rellenar con tinta. La versión Shenlong se conserva actualmente en el Museo del Palacio en Beijing.
|  |  |
|  |  |

## La autenticidad del Lantingji Xu
Dado que no hay una sola pieza de la obra original de Wang que sobreviva en nuestro tiempo, la autenticidad de los Lantingji Xu ha sido un tema de controversia en particular desde la Dinastía Qing (1644-1912) en adelante. En la década de 1960, el debate se intensificó junto con los descubrimientos de más caligrafías y documentaciones antiguas.
La voz de la falsificación, con un representante clave Guo Moruo (1892-1978), el primer presidente de la Academia China de las Ciencias, afirma que el estilo de carrera solo maduró después de la dinastía Tang, ya que las obras de arte y los registros en torno a la dinastía Han a Jin implican una gran dependencia de la utilización de la escritura clerical (que evolucionó alrededor del año 300 aC) en lugar del estilo Running, tales ejemplos incluyen las inscripciones en piedra que se muestran en las figuras 3 y 4. Además, la colección de anécdotas más antiguas en China Shishuo Xinyu ("Una nueva cuenta de cuentos de el mundo", anotado por el escritor Liu Xiaobiao (463-521), afirmó que el prefacio escrito por Wang en realidad se llamaba Linhe Xu ("El Prefacio a la Reunión de Riverside"). El contenido del Linhe Xu registrado en el Shishuo Xinyu, comparado con el manuscrito de Lantingji Xu, se acortó en ciento sesenta y siete caracteres en el párrafo medio, pero se agregaron cuarenta caracteres más al final. Guo también declaró que las emociones manifestadas en el prefacio eran demasiado pesimistas para un aristócrata, por lo que no era un verdadero reflejo del temperamento de Wang. Como resultado, a principios de la década de 1970, casi se llegó a la conclusión de que el rollo Lantingji Xu era una obra forjada por el descendiente de Wang.
Las discusiones revivieron a partir de la década de 1980, los partidarios de Langtingji Xu de Wang contrarrestaron los argumentos anteriores con ejemplos de frotamiento como la Figura 5 y 6, lo que sugiere que la formación del estilo de carrera ya se completó antes del tiempo de Wang. Además, dado que el prefacio fue nombrado por las edades posteriores de Wang, no es sorprendente que pueda haber más de un nombre que apunte al mismo trabajo. De hecho, antes de las anotaciones de Liu Xiaobiao, la versión anterior del Shishuo Xinyu compilada por el primer editor Liu Yiqing (403 - 444) ya se refería al prefacio de Wang como Lantingji Xu. La revisión del contenido también puede entenderse como una práctica común aplicada en los libros históricos anotados como el Shishuo Xinyu. Cuando se trata de la ideología de Wang, en el momento en que se creó el prefacio, Wang tenía alrededor de 50 años y había experimentado el caos de las guerras y la desintegración de su nación. Por lo tanto, algunos estudiosos propusieron que, en lugar del pesimismo, el contenido debería explicarse como un reflejo de las influencias de Wang de Confucio, budista y taoísta. Como resultado, estos argumentos llevaron a un reconocimiento más amplio de que el Lantingji Xu fue producido originalmente por Wang.
|  |  |  |  |
|  |  |  |  |

## Texto a traducir
| Texto chino                              | Español |
| ---------------------------------------- | --- |
| 永和九年，歲在癸丑，暮春之初，           | En el noveno año de Yonghe, a principios de la primavera,                                                                  |
| 會于會稽山陰之蘭亭，修禊事也。           | Nos hemos reunido en el Pabellón de Orquídeas en el norte de la montaña Kuaiji para el ritual de purificación.             |
| 群賢畢至，少長咸集。                     | ATodos los literatos, los jóvenes y los viejos, se han congregado.                                                         |
| 此地有崇山峻嶺，茂林修竹；               | Hay montañas altas y colinas empinadas, maderas densas y bambúes delgados,                                                 |
| 又有清流激湍，映帶左右。                 | así como una corriente fluida y límpida que refleja el entorno.                                                            |
| 引以為流觴曲水，列坐其次；               | Nos sentamos junto a un arroyo redirigido con copas de vino flotantes.                                                     |
| 雖無絲竹管絃之盛，                       | Aunque carece de la compañía de música,                                                                                    |
| 一觴一詠，亦足以暢敘幽情。               | El vino y los poemas son suficientes para que podamos intercambiar nuestros sentimientos.                                  |
| 是日也，天朗氣清，惠風和暢。             | En cuanto a este día, el cielo está despejado y el aire fresco; la suave brisa nos saluda.                                 |
| 仰觀宇宙之大，                           | Miro hacia el inmenso universo.                                                                                            |
| 俯察品類之盛；                           | Miro hacia innumerables obras [de poesía].                                                                                 |
| 所以遊目騁懷，足以極視聽之娛，信可樂也。 | Mientras nuestros ojos vagan, también lo hacen nuestras mentes. De hecho, es un puro deleite para todos nuestros sentidos. |
| 夫人之相與，俯仰一世，                   | Conocida rápidamente se extenderá toda la vida.                                                                            |
| 或取諸懷抱，晤言一室之內；               | Algunos compartirían sus ambiciones en una habitación;                                                                     |
| 或因寄所託，放浪形骸之外。               | otros pueden disfrutar de diversos intereses y actividades.                                                                |
| 雖趣舍萬殊，靜躁不同；                   | Las opciones son muchas y nuestros temperamentos varían.                                                                   |
| 當其欣於所遇，暫得於己，怏然自足，       | Disfrutamos de las satisfacciones momentáneas cuando los placeres nos regalan,                                             |
| 不知老之將至。                           | pero apenas nos damos cuenta de lo rápido que envejeceremos.                                                               |
| 及其所之既倦，情隨事遷，感慨係之矣。     | Cuando nos cansemos de nuestros deseos y cambien las circunstancias, surgirá el dolor.                                     |
| 向之所欣，俛仰之間，已為陳跡，           | Lo que previamente nos gratificó será en el pasado,                                                                        |
| 猶不能不以之興懷；                       | No podemos dejar de llorar.                                                                                                |
| 況修短隨化，終期於盡。                   | Ya sea que la vida sea larga o corta, siempre hay un final.                                                                |
| 古人云：                                 | Como dijeron los antiguos,                                                                                                 |
| 「死生亦大矣。」                         | "El nacimiento y la muerte son dos eventos últimos".                                                                       |
| 豈不痛哉！                               | ¡Qué agonizante! |
| 每覽昔人興感之由，若合一契；             | Leyendo las composiciones pasadas, puedo reconocer la misma melancolía de los antiguos.                                    |
| 未嘗不臨文嗟悼，不能喻之於懷。           | Solo puedo lamentarme sin poder verbalizar mis sentimientos.                                                               |
| 固知一死生為虛誕，                       | Es absurdo equiparar vida y muerte,                                                                                        |
| 齊彭殤為妄作。                           | y es igualmente absurdo pensar que la longevidad es lo mismo que la vida corta.                                            |
| 後之視今，                               | Las generaciones futuras nos mirarán,                                                                                      |
| 亦猶今之視昔，                           | Así como miramos nuestro pasado.                                                                                           |
| 悲夫！                                   | ¡Qué triste! |
| 故列敘時人，錄其所述；                   | Por lo tanto, registramos a las personas presentadas aquí hoy y sus obras;                                                 |
| 雖世殊事異，                             | A pesar de que el tiempo y las circunstancias serán diferentes,                                                            |
| 所以興懷，其致一也。                     | Los sentimientos expresados permanecerán sin cambios.                                                                      |
| 後之覽者，亦將有感於斯文。               | Los futuros lectores también empatizarán lo mismo leyendo esta colección de poemas.                                        |

## Galería
Fotografías sobre el relato de Lantingji Xu.

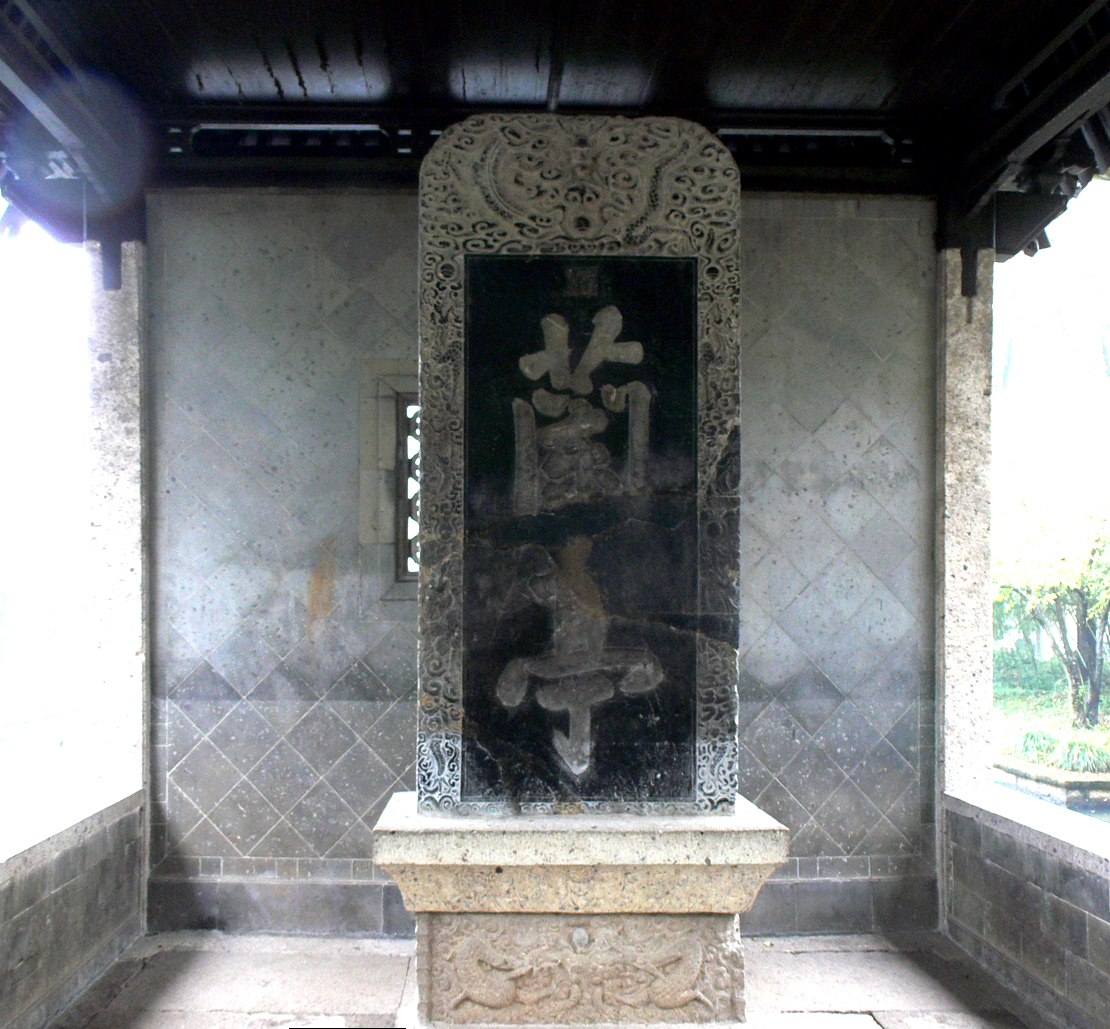
Emperador Kangxi, "Tableta de Lanting", Dinastía Qing, inscripción en piedra.
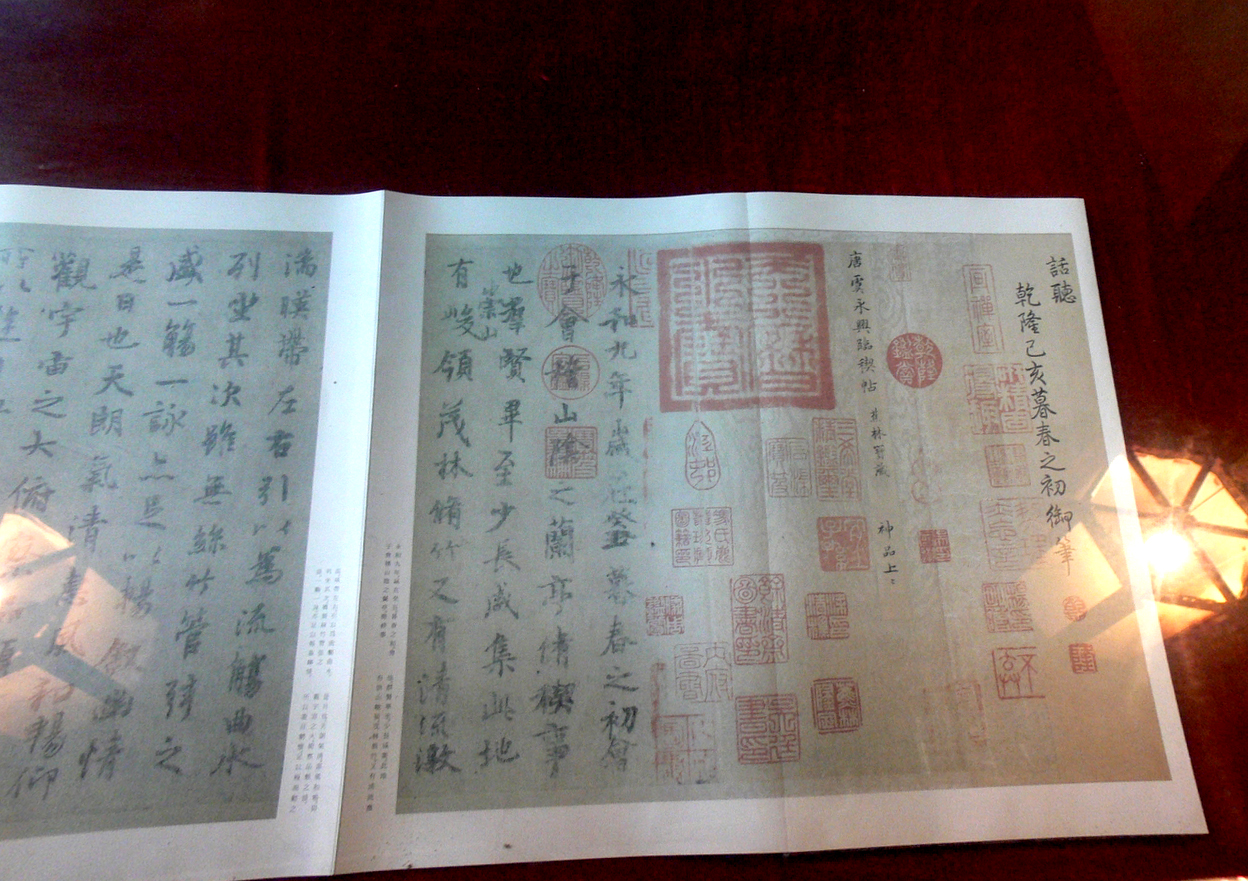
Emperador Qianlong, "Autógrafo de Qianlong para el Lantingji Xu", dinastía Qing, grabado.
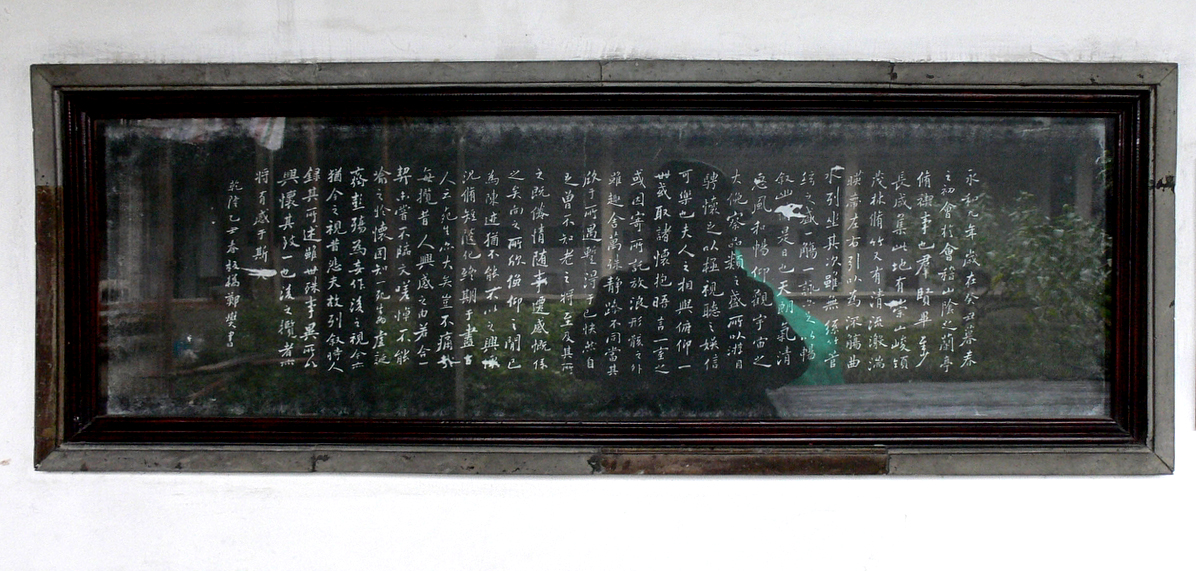
Zheng Banqiao, "Tableta de caligrafía: el Lantingji Xu", dinastía Qing, inscripción en piedra.
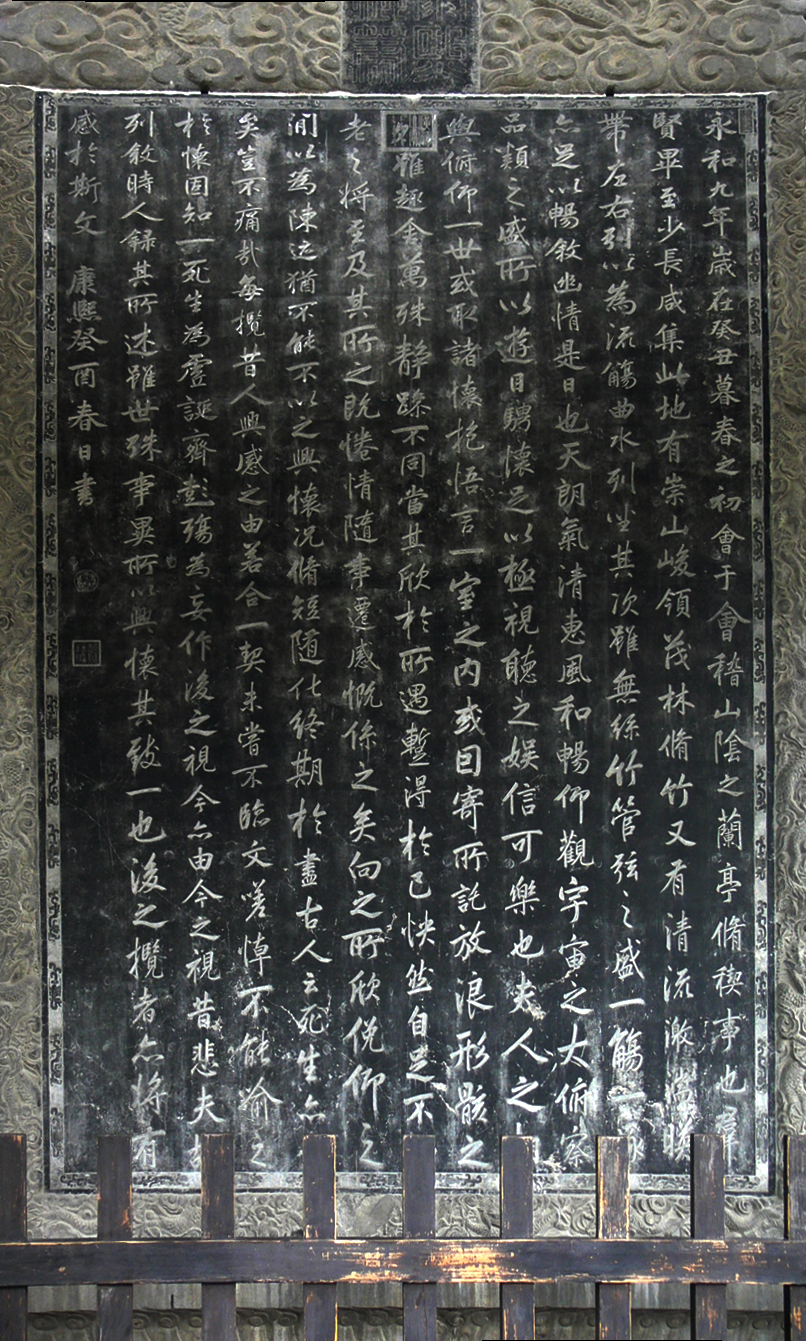
Emperador Kangxi, "Copia del Lantingji Xu", dinastía Qing, inscripción en piedra.
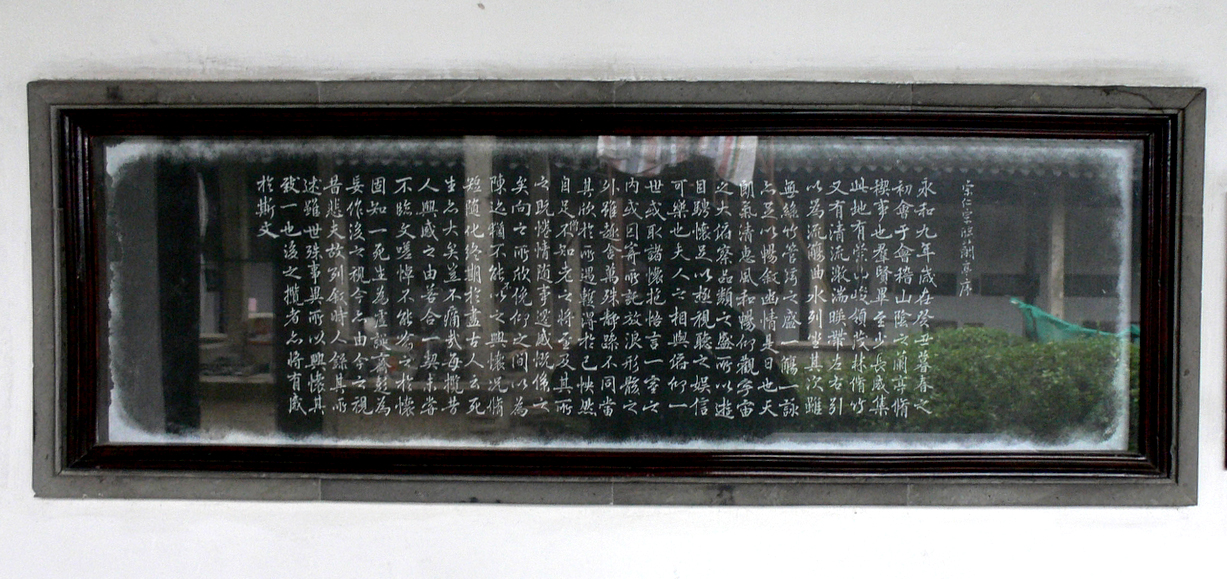
Emperador Renzong de Song, Copia del Lantingji Xu, Dinastía Song, inscripción en piedra.
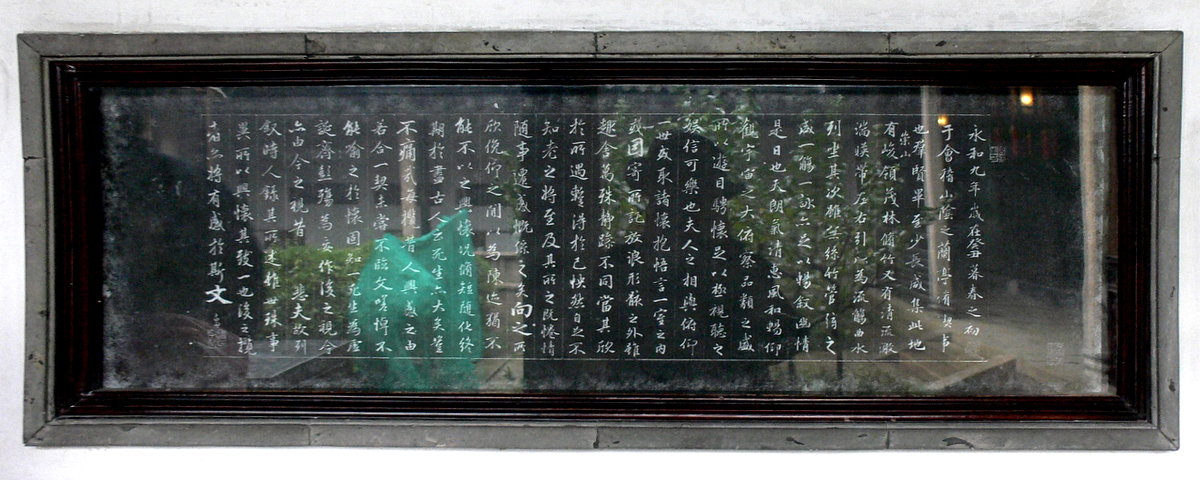
Zhao Mengfu, "Copia del Lantingji Xu", dinastía Yuan , inscripción en piedra.
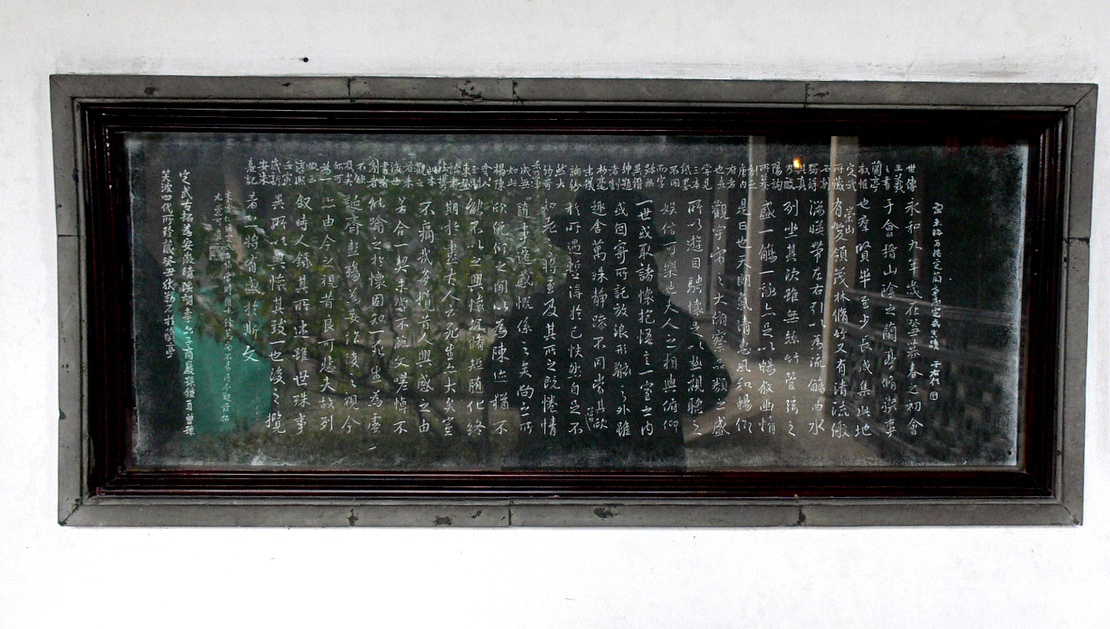
Zhu Xi, "Copia del Lantingji Xu", dinastía Song , inscripción en piedra.

- Wikimedia Commons alberga una galería multimedia sobre Lantingji Xu.